# Kubota Yuki
Yuki Kubota (久保田悠来 Kubota Yuki, ) là một nam diễn viên,người mẫu người Nhật sinh vào ngày ngày 15/6/1981 tại Kanagawa,Nhật Bản. Anh nổi tiếng với vở nhạc kịch SENGOKU BASARA với vai Date Masamune, và gần đây nhất là loạt phim tokusatsu Kamen Rider Gaim với vai Kureshima Takatora.
Năm 2002, anh được giới thiệu vào giới showbiz, và kể từ đây anh được chú ý đến.
Vai diễn trên sân khấu đầu tiên của anh là vai Kurabayashi Haru trong vở " Switch" 2007.
31/1/2012 anh rời công ty quản lý trước đây và 10 tháng sau anh gia nhập công ty quản lý hiện tại vào 11 /2012.
Yuki-san có thể diễn rất nhiều vai. Trên sân khấu, anh thường diễn những vai ‘ Ore-sama’ (những vai mà nhân vật thường rất kiêu ngạo, điển hình như Date Masamune và Atobe Keigo, trong khi trên movies, anh thường đóng những vai như 1 tay sát thủ, gangster hoặc thậm chí là em trai của người bán rau
Anh có khá nhiều vai diễn có cảnh hút thuốc, nhưng bản thân Yuki-san lại là người không bao giờ hút. Anh còn không thích uống cà phê. (cái này gọi là hi sinh vì nghệ thuật:v)
Anh thích ‘ hitchhike’ (đi nhờ xe), và hầu như làm việc đó mỗi năm. Có 1 lần, anh đi từ Kanagawa đến Kumamoto chỉ bằng cách đi nhờ này. 
Vì Yuki-san rất thích đi du lịch nên anh đã đến thăm rất nhiều quốc gia. 
Ngoài ra anh còn rất thích manga nên trên blog và twitter của anh có rất nhiều thông tin về manga.
Trong suốt quá trình diễn tập trên sân khấu và quay phim, bản chất hài hước của anh đã được bộc lộ, thật khó để mọi người có thể nhận ra điều đó nếu như chỉ nhìn thấy bộ dạng bao ngầu và lạnh lùng của anh 
Trên kênh niconico "Otoko ch", đã có một cuộc thăm dò với câu hỏi "Trong tất cả các diễn viên trẻ cùng thời, nếu có một diễn viên mà bạn nghĩ là Ikemen và muốn cùng tham gia chương trình với người đó", anh đã giành vị trí đầu tiên với 1 lượng lớn phiếu bầu. [so với vị trí thứ hai]
Một tiệm salon nhỏ, khi anh đóng 1 vai có lấy bối cảnh trong đó,thì số lượng chi nhánh của tiệm đã tăng lên 3 trong vòng một năm, và đã giành vị trí đầu tiên trong bảng xếp hạng hàng năm.(không rõ là họ giành được giải gì ?). Ngoài ra, 'phong cách Kutota' đã trở nên rất phổ biến trong ý nghĩa của nhiều người - 100 người trong tháng đầu tiên – đều muốn có mái tóc của mình theo phong cách giống anh.
Trong năm 2013, anh được chọn vào vai Kureshima Takatora trong Kamen Rider Gaim nhưng lúc đầu anh không hiểu rõ về nhân vật này.
Khi còn nhỏ, Kamen rider yêu thích nhất của anh đó là ‘Kamen rider Black RX’
Yuki-san đã từng nói mẫu người đàn ông lý tưởng để anh tự hoàn thiện là Nakata Hidetoshi (1 cầu thủ Nhật rất nổi tiếng). đóng

### Drama Series
- Daddy Detective | Keibuho Sugiyama Shintaro (TBS / 2015) - Shinya Aragaki
- Take Five (2013) - Tachibana (ep.5-6)
- Gokusen 3 (2008) Ep 4.
- My Relentless Wife 2 (2007)
- Jotei (2007) Ep 4-5.

### Movies
- Movies Gaim Gaiden 2 (2015) Takatora Kureshima / Kamen Rider Zangetsu (Shin)
- Mr. Max Man (2015) - Takatoshi Kanda
- Kiri: Shokugyo Koroshiya (2015) - Ryo
- Wasureyuki (2015) - Narumi
- Shinjuku Swan | Shinjuku Swan Kabukicho Skauto Sabaibaru (2015) - Yosuke
- Magic Night | Majikku Naito (2014) - Nasuka
- Movies Gaim Gaiden 1 (2014) Takatora Kureshima / Kamen Rider Zangetsu (Shin)(Main)
- Me & 23 Slaves | Doreiku: Boku to 23 nin no Dorei (2014) - Seiya Shinjuku
- Kamen Rider Gaim (2013) Takatora Kureshima / Kamen Rider Zangetsu (Shin)
- Yokohama Story | Yokohama Monogatari (2013) - Yuya Tanabe
- Hadaka no Itoko (2013)
- GARO and the Wailing Dragon | Garo - Soukoku no Maryu (2013) - Kakashi
- An Assassin (2011)
- Local Boys! (2010)
- Gachinko Kenka Joto (2010)
- Randies (2009)
- Masked Rider: The Next | Kamen Rider the Next (2007)
- Dear Friends (2006)

### Kịch
- Princess of tennis(Dream Live 6th-7th) Atobe Kengo
- SENGOKU BASARA (2009-2013)Date Masamune
- Front Line